# John de Robeck
Amiralul de flotă Sir John Michael de Robeck, primul Baronet GCB, GCMG, GCVO (n. 10 iunie 1862, Naas, Regatul Unit al Marii Britanii și al Irlandei, astăzi în Irlanda – 20 ianuarie 1928, Londra, Regatul Unit) a fost un ofițer al Marinei Regale Britanice. În primii ani ai secolului al XX-lea, a servit ca amiral de patrulă, comandând patru flotile de distrugătoare.
De Robeck a comandat forța navală aliată din Dardanele în timpul Primului Război Mondial. Campania sa de forțare a strâmtorii, demarată la 18 martie 1915, a fost aproape de succes, artileria turcă de pe uscat fiind aproape de a rămâne fără muniții: minele din strâmtori au dus însă la pierderea a trei cuirasate aliate. Campania terestră ce a urmat, ca și cea navală, a fost un eșec și trupele de uscat a trebuit să fie evacuate de pe peninsula Gallipoli de către de Robeck în noaptea de 8 ianuarie 1916. Ulterior, el a devenit comandant al Escadrilei 3 de Luptă a Marii Flote și apoi comandant al Escadrilei 2 de Luptă a Marii Flote.
După război, de Robeck a devenit comandant suprem al Flotei Mediteraneene și înalt comisar în Turcia, după care comandant suprem al Flotei Atlanticului.

## Cariera navală

### Începuturile
Născut ca fiu al lui John Henry Edward Fock, al IV-lea baron de Robeck (membru al nobilimii suedeze) și al lui Zoë Sophia Charlotte Fock (născută Burton), de Robeck a intrat în Marina Regală drept cadet pe vasul-școală HMS Britannia la 15 iulie 1875. Promovat la rang de aspirant la 27 iulie 1878, a trecut pe fregata HMS Shannon din Escadrila Canalului în iulie 1878 și apoi s-a transferat la vasul-școală HMS St Vincent din Portsmouth în aprilie 1882. Înaintat la gradul de sublocotenent la 27 iulie 1882, a trecut la vasul-școală de artilerie HMS Excellent în august 1882 înainte de a se transfera pe canoniera HMS Espoir din China în august 1883. Înaintat în gradul de locotenent la 30 septembrie 1885, s-a transferat pe cuirasatul HMS Audacious, nava-amiral a comandantului escadrilei din China la începutul lui 1886, pe bricul HMS Seaflower în martie 1887 și pe cuirasatul HMS Agincourt, nava-amiral a Escadrilei Canalului, în noiembrie 1887. Apoi a trecut în echipajul vasului-școală HMS Britannia în septembrie 1888 și apoi s-a transferat pe crucișătorul blindat HMS Imperieuse, nava-amiral din China, în ianuarie 1891 înainte de a reveni pe HMS Britannia în august 1893.
De Robeck a devenit ofițer de artilerie pe corveta HMS Cordelia din cadrul Stației Americii de Nord și a Indiilor Occientale în noiembrie 1895 și, după ce a fost înaintat în gradul de comandor la 22 iunie 1897, a fost numit la comanda distrugătorului HMS Desperate din Chatham în iulie 1897, apoi a distrugătorului HMS Angler de la Chatham în iulie 1898 și apoi a distrugătorului HMS Mermaid din Chatham în iunie 1899. După aceea, a devenit ofițer executiv al crucișătorului HMS Pyramus din cadrul Flotei Mediteraneene Fleet în iunie 1900.
Înaintat la gradul de căpitan la 1 ianuarie 1902, de Robeck a devenit comandant al crucișătorului blindat HMS Carnarvon din Flota Mediteraneană în august 1906, comandant al cuirasatului HMS Dominion din Flota Canalului în ianuarie 1908 și apoi ofițer inspector la școlile de instrucție de băieți în ianuarie 1910. Înaintat în gradul de contraamiral la 1 decembrie 1911, a devenit amiral de patrulă, comandând patru flotile de distrugătoare în aprilie 1912.

### Primul Război Mondial
De Robeck a primit comanda Escadrilei 9 Crucișătoare, nava-amiral fiind crucișătorul HMS Amphitrite în august 1914, imediat după izbucnirea Primului Război Mondial, și a capturat vasele germane SS Schleisen și SS Graecia.
De Robeck a devenit apoi secundul amiralului Sackville Carden, al Escadrilei Mediteranei de Est, adică al forțelor navale aliate din Dardanele, pe vasul HMS Vengeance, în februarie 1915. Sackville Carden a primit instrucțiuni să forțeze strâmtoarea și să împingă spre Constantinopol: a făcut o încercare de a realiza aceasta la 19 februarie 1914 după care s-a îmbolnăvit grav, lăsându-l pe de Robeck la comandă, pe nava-amiral HMS Queen Elizabeth, în martie 1915. Campania lui de Robeck de forțare a strâmtorii, lansată la 18 martie 1915, a fost aproape de succes, artileria turcă de pe uscat fiind aproape să rămână fără muniție: minele puse în strâmtoare au dus însă la pierderea a trei cuirasate aliate. Considerând că nu mai are sens să piardă și mai multe vase, de Robeck a abandonat apoi întreaga operațiune navală. La 25 aprilie 1915, generalul Ian Hamilton și trupele sale au debarcat în Golful Suvla cu instrucțiuni de a asigura strâmtoarea de pe uscat. Turcii avuseseră timp două luni după primul atac naval serios pentru a pregăti apărarea terestră înainte de a se face debarcarea, și au folosit timpul eficient. Comodorul Roger Keyes, șeful statului major al lui de Robeck, a susținut o a treia tentativă de a forța strâmtoarea, dar de Robeck a recomandat să nu se facă aceasta, iar Amiralitatea a acceptat sfatul lui de Robeck. Campania terestră, ca și cea navală, a fost în cele din urmă un eșec și, deși de Robeck a fost decorat cu Ordinul Bath în grad de Cavaler Comandor pentru serviciul prestat în campania Gallipoli la 1 ianuarie 1916, Trupele lui Hamilton a trebuit să fie scoase de pe peninsula Gallipoli de către de Robeck în noaptea de 8 ianuarie 1916.
De Robeck a devenit ulterior comandant al Escadrilei 3 de Luptă a Marii Flote, cu nava amiral HMS Britannia, în mai 1916 și comandant al Escadrilei 2 de Luptă a Marii Flote, cu nava-amiral HMS King George V, în noiembrie 1916. A fost înaintat la gradul de viceamiral la 17 mai 1917.

### După război

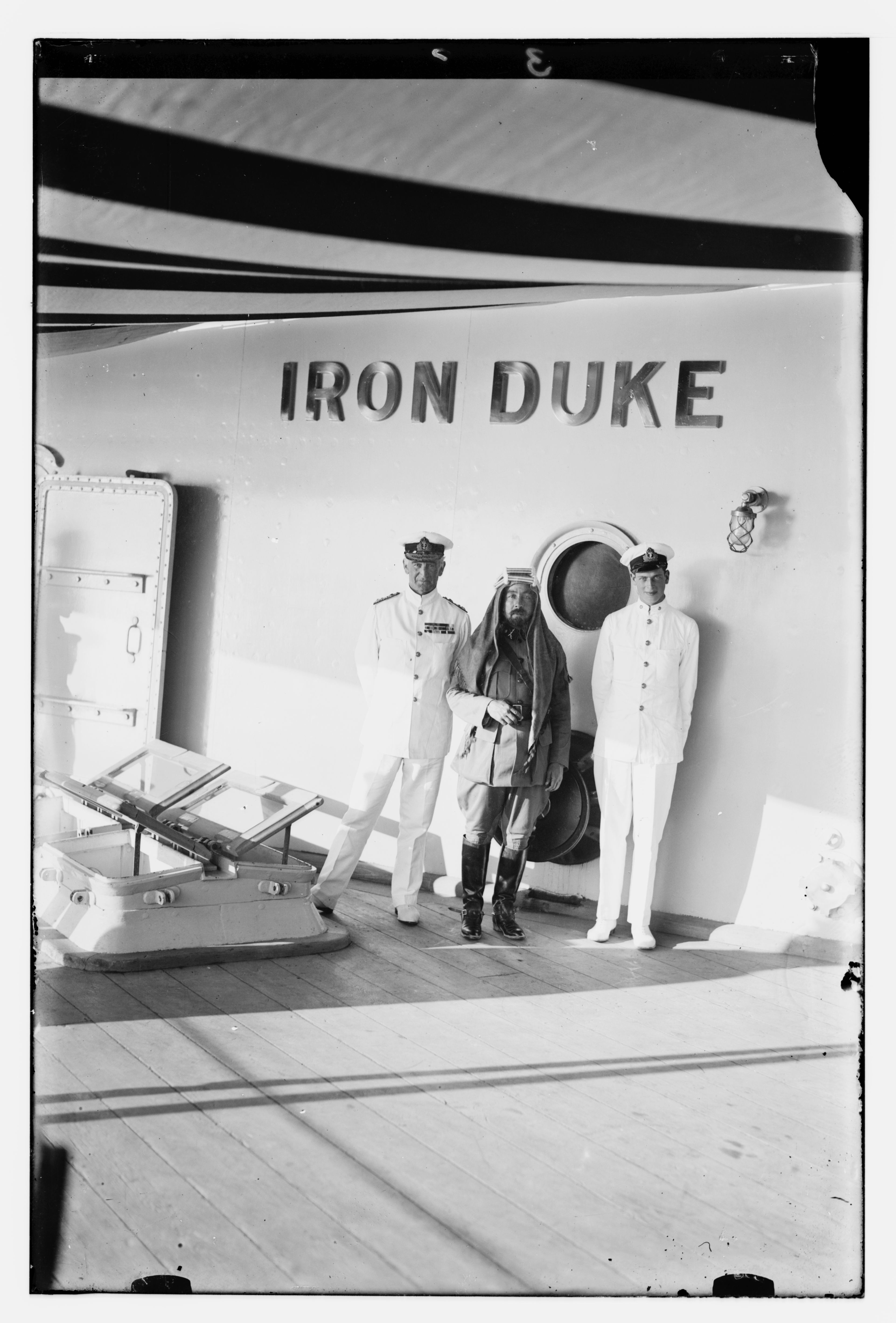
De Robeck (stânga) cu emirul Abdullah al Iordaniei (centru) pe HMS Iron Duke, nava-amiral a Flotei Mediteraneene, în 1921

Decorat cu Ordinul Sfântul Mihail și Sfântul Gheorghe în grad de Mare Cruce la 1 ianuarie 1919, de Robeck a devenit comandant al Flotei Mediteraneene și înalt comisar britanic în Turcia, cu nava-amiral HMS Iron Duke, în iulie 1919. A fost făcut baronet la 29 decembrie 1919 și înaintat la grad de amiral la 24 martie 1920. Decorat cu Ordinul Bath în grad de Mare Cruce la 1 ianuarie 1921, a devenit apoi comandant al Flotei Atlanticului în august 1922 înainte de a se pensiona în august 1924.
La pensie, de Robeck a devenit președinte al Marylebone Cricket Club. Decorat cu Ordinul Regal Victorian în grad de Mare Cruce în noiembrie 1925, a fost ridicat la gradul de amiral al flotei la 24 noiembrie 1925 și a murit în casa lui din Londra la 20 ianuarie 1928.

## Familia
În 1922, s-a căsătorit cu Hilda, Lady Lockhart, văduva lui Sir Simon Macdonald Lockhart, al V-lea Baronet; ei nu au avut copii.

## Onoruri și decorații
- Ordinul Bath în grad de Mare Cruce – 1 ianuarie 1921[19] (KCB – 1 ianuarie 1916[14])
- Ordinul Sfântul Mihail și Sfântul Gheorghe în grad de Mare Cruce – 1 ianuarie 1919[16]
- Ordinul Regal Victorian în grad de Mare Cruce – noiembrie 1925[5]
- Venerabilul Ordin al Sfântului Ioan în grad ed Cavaler de Grație – 29 noiembrie 1920[21]
- Legiunea de Onoare franceză în grad de Mare Ofițer– 9 august 1916[22]
- Ordinul Coroana Italiei în grad de Mare Cruce – 11 august 1917[23]
- Ordinul Tezaurului Sacru japonez, clasa 1 – 29 august 1917[24]
- Ordinul Coroana României în grad de Mare Ofițer – 17 martie 1919[25]